# مسلیت
مسلیت  (به انگلیسی: Messelite) با فرمول شیمیایی Ca2Fe[PO4]2.2H2O از مجموعه کانی هاست و دارای شکستگی ناصاف است. از منطقه‌ای در آلمان غربی بنام Messel گرفته شده‌است. حل شونده در اسیدها CaO:۳۰٫۹۸٪ FeO:۱۹٫۸۵٪ P2O۵:۳۹٫۲۱٪ U2O:۹٫۹۶٪ از نظر شکل بلور: منشوری - ورقه ای، رنگ: سفید - خاکستری - سبز، شفافیت: شفاف - نیمه شفاف، شکستگی: ناصاف، جلا: شیشه‌ای - صدفی، رخ: خیلی خوب- مطابق با سطح خوب -، سیستم تبلور: تری کلینیک و در رده‌بندی فسفات است و منشأ تشکیل آن هیدروترمال است.
همایند کانی‌شناسی (پارانژ) آن - سیدریت- تریپیلیت- ویویانیت است
، از نظر ژیزمان بلور- اگرگات درخشان توده‌ای تقریباًَ کمیاب است و بیشتر در آلمان غربی، URSS، چک اسلواکی و آمریکا یافت می‌شود.